# Championnat du Pérou de football 2010
Navigation
Édition précédente Édition suivante
Le Championnat du Pérou de football 2010 est la 82e édition du championnat du Pérou de football. Elle débute le 13 février. Seize clubs participent au tournoi de cette saison.

## Règlement du championnat 2010[1]
Celui-ci ne subit pas de changement majeur par rapport à l'année précédente.
Le championnat se déroule en trois phases. La première, les 16 équipes se rencontrent toutes en matchs aller-retour. À l'issue de cette phase régulière, les 16 clubs sont réparties en deux groupes. Lors de la troisième phase, les vainqueurs des deux groupes se disputent le titre.
Seule différence notable par rapport au championnat précédent, le vainqueur de la première phase est qualifié pour la Copa Libertadores 2011. Après avoir terminé, les 30 matchs de la phase régulière, les équipes sont réparties dans deux groupes de huit, selon leur classement. Les clubs qui finiront avec un classement final impair (1er, 3e, etc.) seront versés dans un groupe, ceux terminant avec un classement pair (2e, 4e, etc.) iront dans le second groupe.
Lors de ce deuxième tour, les points accumulés lors de la première phase seront conservés. Les vainqueurs de chacun des groupes seront qualifiés pour la Copa Libertadores 2011 et disputeront le titre en deux matchs (aller et retour). Les trois équipes suivantes qui auront additionné le plus de points lors des deux phases obtiendront le droit de disputer la Copa Sudamericana 2011.
La même méthode sera appliquée pour déterminer les deux clubs qui seront relégués en Seconde Division.

## Les 16 clubs participants
| \| Lima: · Alianza Lima · Sporting Cristal · Universidad San Martin · Universitario de Deportes Lima Alianza Atlético Cienciano del Cusco CNI Sport Boys Inti Gas FBC Melgar Total Chalaco José Galvez FBC Juan Aurich León de Huánuco Sport Huancayo Universidad César Vallejo \| Localisation des clubs engagés dans le championnat. |
| Lima: · Alianza Lima · Sporting Cristal · Universidad San Martin · Universitario de Deportes Lima Alianza Atlético Cienciano del Cusco CNI Sport Boys Inti Gas FBC Melgar Total Chalaco José Galvez FBC Juan Aurich León de Huánuco Sport Huancayo Universidad César Vallejo                                                           |

Le championnat de première division est disputé par 16 clubs. Deux clubs ont été rétrogradés à l'issue du championnat 2009 et ont été remplacés par le champion de 2e division (Sport Boys) et le vainqueur de la Copa Perú (León de Huánuco).
| Club                        | Ville    | Stade                         | Capacité | Pelouse      |
| --------------------------- | -------- | ----------------------------- | -------- | ------------ |
| Alianza Atlético            | Sullana  | Estadio La Unión              | 5 000    | Naturelle    |
| Alianza Lima                | Lima     | Estadio Alejandro Villanueva  | 35 000   | Naturelle    |
| Cienciano del Cusco         | Cuzco    | Estadio Garcilaso de la Vega  | 42 056   | Naturelle    |
| Colegio Nacional de Iquitos | Iquitos  | Estadio Max Agustin           | 24 000   | Artificielle |
| FBC Melgar                  | Arequipa | Estadio Mariano Melgar        | 20 000   | Naturelle    |
| Inti Gas                    | Ayacucho | Estadio Ciudad de Cumaná      | 15 000   | Naturelle    |
| José Gálvez FBC             | Chimbote | Estadio Manuel Rivera Sánchez | 25 000   | Artificielle |
| Juan Aurich                 | Chiclayo | Estadio Elias Aguirre         | 25 000   | Artificielle |
| León de Huánuco             | Huánuco  | Estadio Heraclio Tapia        | 10 000   | Naturelle    |
| Sport Boys                  | Callao   | Estadio Miguel Grau           | 18 000   | Naturelle    |
| Sport Huancayo              | Huancayo | Estadio Huancayo              | 20 000   | Naturelle    |
| Sporting Cristal            | Lima     | Estadio San Martin de Porres  | 18 000   | Naturelle    |
| Total Chalaco               | Huacho   | Estadio Segundo Aranda Torres | 8 000    | Naturelle    |
| Universidad César Vallejo   | Trujillo | Estadio Mansiche              | 25 000   | Artificielle |
| Universidad San Martín      | Lima     | Estadio Nacional              | 45 000   | Artificielle |
| Universitario de Deportes   | Lima     | Estadio Monumental "U"        | 80 093   | Naturelle    |

## Phase régulière
Le classement officiel.
| Rang | Équipe                    | Pts | J  | G  | N  | P  | BP | BC | Diff |
| ---- | ------------------------- | --- | -- | -- | -- | -- | -- | -- | ---- |
| 1er  | Universidad San Martín    | 62  | 30 | 19 | 5  | 6  | 61 | 30 | +31  |
| 2e   | León de Huánuco           | 56  | 30 | 17 | 5  | 8  | 55 | 31 | +24  |
| 3e   | Alianza Lima              | 56  | 30 | 17 | 5  | 8  | 50 | 31 | +19  |
| 4e   | Universidad César Vallejo | 53  | 30 | 16 | 5  | 9  | 48 | 30 | +18  |
| 5e   | Universitario4            | 51  | 30 | 16 | 5  | 9  | 43 | 22 | +21  |
| 6e   | Juan Aurich               | 48  | 30 | 13 | 9  | 8  | 42 | 31 | +11  |
| 7e   | Sporting Cristal          | 44  | 30 | 12 | 8  | 10 | 43 | 42 | +1   |
| 8e   | Sport Huancayo            | 38  | 30 | 11 | 5  | 14 | 44 | 48 | -4   |
| 9e   | Inti Gas                  | 38  | 30 | 12 | 2  | 16 | 36 | 43 | -7   |
| 10e  | FBC Melgar                | 36  | 30 | 9  | 9  | 12 | 38 | 49 | -11  |
| 11e  | CNI3                      | 33  | 30 | 10 | 7  | 13 | 39 | 51 | -12  |
| 12e  | Cienciano2 5              | 31  | 30 | 9  | 6  | 15 | 35 | 50 | -15  |
| 13e  | Total Chalaco6            | 30  | 30 | 8  | 8  | 14 | 31 | 43 | -12  |
| 14e  | Sport Boys                | 30  | 30 | 8  | 6  | 16 | 34 | 55 | -21  |
| 15e  | José Gálvez FBC1          | 28  | 30 | 6  | 10 | 14 | 19 | 39 | -20  |
| 16e  | Alianza Atlético          | 24  | 30 | 5  | 9  | 16 | 24 | 47 | -23  |

|  | Reversé pour la seconde phase dans le groupe impair. |
|  | Reversé pour la seconde phase dans le groupe pair.   |

- (1) Lors de la 6e journée, José Gálvez ne fut pas autorisé à disputer la rencontre contre le León de Huánuco, pour dette. Le match fut déclaré, quelque quatre mois plus tard, perdu pour Gálvez par forfait et gagné pour le club huanuqueño par 3-0[3].
- (2) La chambre de conciliation et de résolution de la FPF a retiré deux points au club de Cienciano pour dette envers son ancien joueur Miguel Huertas[4].
- (3) La chambre de conciliation et de résolution de la FPF a retiré quatre points au club d'Iquitos pour dette envers ses anciens joueurs Enrique Ísmodes et Juan Monténégro[5].
- (4) La chambre de conciliation et de résolution de la FPF a retiré deux points au club de Universitario pour dette envers son ancien entraîneur Ricardo Gareca[6].
- (5) Lors de la 24e journée, Cienciano ne fut pas autorisé à disputer la rencontre contre José Gálvez, pour dette. Le match fut déclaré perdu pour Cienciano par forfait et gagné pour le club chimbotano par 3-0[7].
- (6) La chambre de conciliation et de résolution de la FPF a retiré deux points au club de Total Chalaco pour dette envers son ancien joueur Percy Manchego[8].

## Liguilla(Seconde phase)
Les clubs qui finissent la première phase avec un classement final impair (1er, 3e, etc.) sont versés dans le groupe A, ceux terminant avec un classement pair (2e, 4e, etc.) vont dans le second groupe.

### Groupe A (impair)
Le classement officiel.
| Rang | Équipe                 | Pts | J  | G  | N  | P  | BP | BC | Diff |
| ---- | ---------------------- | --- | -- | -- | -- | -- | -- | -- | ---- |
| 1er  | Universidad San Martín | 92  | 44 | 28 | 7  | 9  | 87 | 39 | +48  |
| 2e   | Alianza Lima           | 78  | 44 | 22 | 12 | 10 | 70 | 48 | +22  |
| 3e   | Universitario          | 72  | 44 | 21 | 11 | 12 | 55 | 31 | +24  |
| 4e   | Sporting Cristal       | 64  | 44 | 18 | 10 | 16 | 58 | 54 | +4   |
| 5e   | Inti Gas               | 56  | 44 | 17 | 5  | 22 | 63 | 69 | -6   |
| 6e   | CNI                    | 56  | 44 | 16 | 8  | 20 | 58 | 71 | -13  |
| 7e   | José Gálvez FBC        | 43  | 44 | 10 | 13 | 21 | 31 | 67 | -36  |
| 8e   | Total Chalaco          | 40  | 44 | 10 | 12 | 22 | 41 | 63 | -22  |

### Groupe B (pair)
Le classement officiel.
| Rang | Équipe                    | Pts | J  | G  | N  | P  | BP | BC | Diff |
| ---- | ------------------------- | --- | -- | -- | -- | -- | -- | -- | ---- |
| 1er  | León de Huánuco           | 81  | 44 | 24 | 9  | 11 | 77 | 44 | +33  |
| 2e   | Universidad César Vallejo | 70  | 44 | 19 | 11 | 14 | 64 | 48 | +16  |
| 3e   | Juan Aurich               | 68  | 44 | 19 | 11 | 14 | 62 | 48 | +14  |
| 4e   | Sport Huancayo            | 59  | 44 | 17 | 8  | 19 | 64 | 60 | +4   |
| 5e   | Sport Boys                | 53  | 44 | 15 | 8  | 21 | 54 | 78 | -24  |
| 6e   | FBC Melgar                | 50  | 44 | 13 | 11 | 20 | 53 | 72 | -19  |
| 7e   | Cienciano                 | 47  | 44 | 13 | 10 | 21 | 50 | 69 | -19  |
| 8e   | Alianza Atlético          | 44  | 44 | 10 | 14 | 20 | 45 | 71 | -26  |

Universidad César Vallejo et Universidad San Martín ont obtenu, respectivement, deux et un points de bonus pour avoir remporté et terminé second le Torneo de Promoción y Reserva (Championnat des réserves).

## Finales du Championnat
Universidad San Martín et León de Huánuco, en remportant respectivement le groupe A et le groupe B de la Liguilla, gagnèrent le droit de se disputer le titre, à l'issue de la finale par matchs aller-retour.
| 8 décembre 2010 | León de Huánuco | 1 – 1   | Universidad San Martín | Estadio Heraclio Tapia, Huánuco                       |                                                       |
| 13h30           | Zegarra 51e     | (0 - 0) | 90+3e Alemanno         | Spectateurs : 18 090 Arbitrage : Manuel Garay (Pérou) | Spectateurs : 18 090 Arbitrage : Manuel Garay (Pérou) |
| 13h30           | Rapport         |         |                        | Spectateurs : 18 090 Arbitrage : Manuel Garay (Pérou) | Spectateurs : 18 090 Arbitrage : Manuel Garay (Pérou) |

| 12 décembre 2010 | Universidad San Martín    | 2 – 1   | León de Huánuco  | Estadio Monumental "U", Lima                                |                                                             |
| 15h30            | P. García 14e · Vitti 25e | (2 – 1) | 29e (pen.) Perea | Spectateurs : 35 768 Arbitrage : Víctor Hugo Rivera (Pérou) | Spectateurs : 35 768 Arbitrage : Víctor Hugo Rivera (Pérou) |
| 15h30            | Rapport                   |         |                  | Spectateurs : 35 768 Arbitrage : Víctor Hugo Rivera (Pérou) | Spectateurs : 35 768 Arbitrage : Víctor Hugo Rivera (Pérou) |

| Pérou                           |
| Champion                        |
| Universidad San Martín 3e titre |

## Classement combiné
Ce classement se fait par l'addition des points obtenus, lors de la phase régulière (première phase) et lors de la Liguilla (seconde phase), par les différents clubs. Il permet de déterminer les places pour les compétitions continentales de 2011 et les clubs relégués.
Selon le règlement 2010 du championnat, Universidad San Martín s'est qualifié pour la Copa Libertadores 2011 en remportant la phase régulière. Les deux derniers billets pour cette compétition étant pour les vainqueurs des groupes A et B de la liguilla. Universidad San Martín ayant également remporté le groupe A de la seconde phase, la troisième place échoit au club le mieux classé au classement combiné. Les trois équipes suivantes, à ce classement par accumulation de points, sont qualifiés pour la Copa Sudamericana 2011.
À l'opposé, les deux équipes avec le moins de points, accumulés durant la saison entière, descendent en seconde division.
Le classement officiel.
| Rang | Équipe                    | Pts | J  | G  | N  | P  | BP | BC | Diff |
| ---- | ------------------------- | --- | -- | -- | -- | -- | -- | -- | ---- |
| 1er  | Universidad San Martín    | 92  | 44 | 28 | 7  | 9  | 87 | 39 | +48  |
| 2e   | León de Huánuco           | 81  | 44 | 24 | 9  | 11 | 77 | 44 | +33  |
| 3e   | Alianza Lima              | 78  | 44 | 22 | 12 | 10 | 70 | 48 | +22  |
| 4e   | Universitario             | 72  | 44 | 21 | 11 | 12 | 56 | 31 | +25  |
| 5e   | Universidad César Vallejo | 70  | 44 | 19 | 11 | 14 | 64 | 48 | +16  |
| 6e   | Juan Aurich               | 68  | 44 | 19 | 11 | 14 | 62 | 48 | +14  |
| 7e   | Sporting Cristal          | 64  | 44 | 18 | 10 | 16 | 58 | 54 | +4   |
| 8e   | Sport Huancayo            | 59  | 44 | 17 | 8  | 19 | 64 | 60 | +4   |
| 9e   | Inti Gas                  | 56  | 44 | 17 | 5  | 22 | 63 | 69 | -6   |
| 10e  | CNI                       | 56  | 44 | 16 | 8  | 20 | 58 | 72 | -14  |
| 11e  | Sport Boys                | 53  | 44 | 15 | 8  | 21 | 54 | 78 | -24  |
| 12e  | FBC Melgar                | 50  | 44 | 13 | 11 | 20 | 53 | 72 | -19  |
| 13e  | Cienciano                 | 47  | 44 | 13 | 10 | 21 | 50 | 69 | -19  |
| 14e  | Alianza Atlético          | 44  | 44 | 10 | 14 | 20 | 45 | 71 | -26  |
| 15e  | José Gálvez FBC           | 43  | 44 | 10 | 13 | 21 | 31 | 67 | -36  |
| 16e  | Total Chalaco             | 40  | 44 | 10 | 12 | 22 | 41 | 63 | -22  |

|  |                                                                 |
|  | Qualifiés pour la phase de groupe de la Copa Libertadores 2011. |
|  | Qualifié pour la première phase de la Copa Libertadores 2011.   |
|  | Qualifiés pour la Copa Sudamericana 2011.                       |
|  | Relégués en Seconde Division pour la saison 2011.               |